# Linnea Torstenson
Linnea Marie Torstenson (nascida em 30 de março de 1983) é uma handebolista sueca. Atua como armadora esquerda e joga pelo clube CSM București desde 2014.
Foi eleita a melhor jogadora defensiva da temporada 2014 do Campeonato Europeu de Handebol Feminino, pelo Handball-Planet.com.
Competiu pela Suécia no Campeonato Mundial de Handebol Feminino de 2015, na Dinamarca, terminando na nona colocação.
Com a equipe disputou os Jogos Olímpicos de Pequim 2008, de Londres 2012 e da Rio 2016.

## Clubes
- 0000–2004:  IFK Strängnäs
- 2004–2007:  Skövde HF
- 200700000:  GOG Svendborg
- 2007–2008:  Skövde HF
- 2008–2010:  Aalborg DH
- 2010–2012:  FCM Håndbold
- 2012–2014:  RK Krim
- 201400000:  Viborg HK
- 2014–0000:  CSM București

### Seleção
- 2005–0000:  Suécia

## Conquistas
- Trofeul Carpati:
  - Campeã: 2015